# Nemesia sinensis
Nemesia sinensis is een spinnensoort in de taxonomische indeling van de bruine klapdeurspinnen (Nemesiidae).
Nemesia sinensis werd in 1901 beschreven door Pocock.